# Campo Alegre de Lourdes
Campo Alegre de Lourdes – miasto i gmina w Brazylii, w stanie Bahia. Znajduje się w mezoregionie Vale São-Franciscano da Bahia i mikroregionie Juazeiro.